# Naya Bazar
Naya Bazar, ook Naya Bajar, is een dorpscommissie (Engels: village development committee, afgekort VDC; Nepalees: panchayat) in het oosten van Nepal, gelegen in het district Ilam in de Mechi-zone. Ten tijde van de volkstelling van 2001 had het een inwoneraantal van 4774 personen, verspreid over 943 huishoudens; in 2011 waren er 4743 inwoners, verspreid over 1090 huishoudens.